# Přístroj
Přístroj je technické zařízení sloužící k určitému účelu. Na rozdíl od stroje není jeho hlavním účelem přeměna jedné formy energie na jinou formu nebo vykonávání práce, ale je v něm využíván chemický nebo fyzikální (mechanický, elektrický) děj (proces) nebo tyto děje a vlastnosti využívá pro svoji funkci. Přístroj, který je obvykle konstruován (sestaven) z několika součástí, se liší i od nástroje, který mívá obvykle velmi jednoduchou konstrukci, a v němž většinou žádné děje neprobíhají.
Toto vymezení nemá přesné hranice, neboť některé složité přístroje mohou mít charakter stroje a v některých složitějších nástrojích může docházet k fyzikálním či chemickým dějům. V hovorové mluvě dost často termíny stroj, nástroj a přístroj splývají a vždy záleží na jazykovém kontextu příslušného sdělení.
Jak název napovídá, původně se pojem přístroj používal pro označování pomocných zařízení, která tvořila součást většího stroje. V současnosti je tento pojem používán v mnohem širším významu. Například se jako přístroje někdy označují i elektrické spotřebiče (televizní přístroj) nebo jiná zařízení (fotografický přístroj). Pojem přístroj v těchto případech ukazuje především na složitost zařízení.
Přístroje mohou být například

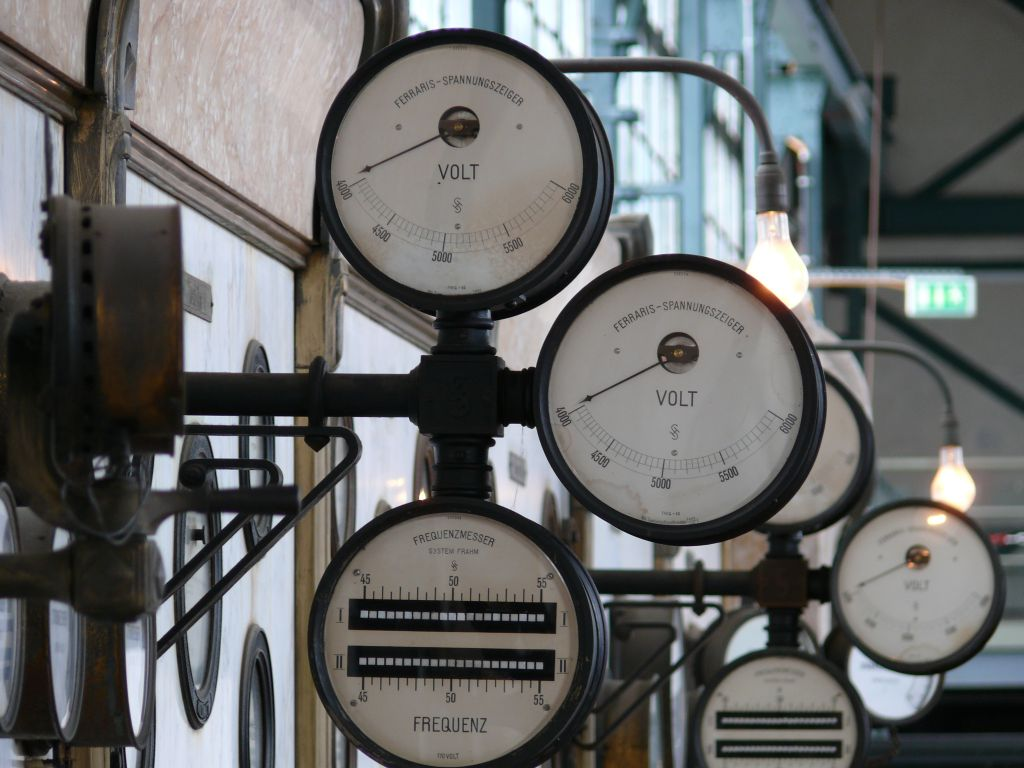
Elektrické voltmetry (měření napětí) a kmitoměry (měření frekvence) dole

- elektrické (např. spínač, relé, stykač, pojistka, jistič, proudový chránič, napěťový chránič, elektromagnet, odpojovač, přepojovač, úsečník, odpínač, svodič přepětí, regulátor apod.)
- regulační (např. regulátor otáček či záchodový splachovač)
- měřicí
  - elektrické (např. voltmetr, ampérmetr, elektroměr, elektroskop, osciloskop, oscilograf, ohmmetr, kmitoměr, Q-metr, měřič dielektrik, měřič izolace, měřič maxima, fázoměr, měřič úrovně, měřič útlumu, měřič vektorů, měřič výstupního výkonu apod.);
  - meteorologické (např. teploměr, vlhkoměr, barometr apod.)
  - fyzikálně-strojní (např. rychloměr, otáčkoměr, tlakoměr, gyroskop, mikrometr apod.)
  - geofyzikální (např. kompas či sextant)
  - fyzikální (např. hodinky, chronometr)
- optické (např. dalekohled, zrcadlo, mikroskop, zpětný projektor)
- matematické (např. logaritmické pravítko, kuličkové počitadlo apod.)
- telekomunikační  (např. telegrafní klíč)
- stavební (např. vodováha, olovnice, tenzometr, skládací metr)
- geodetické (např. teodolit)
- zdravotnické (např. sonograf, rentgen, spirometr, glukometr)
- chemické (např. hustoměr, destilační kolona,pyknometr)
- letecké (např. autopilot, umělý horizont, variometr)

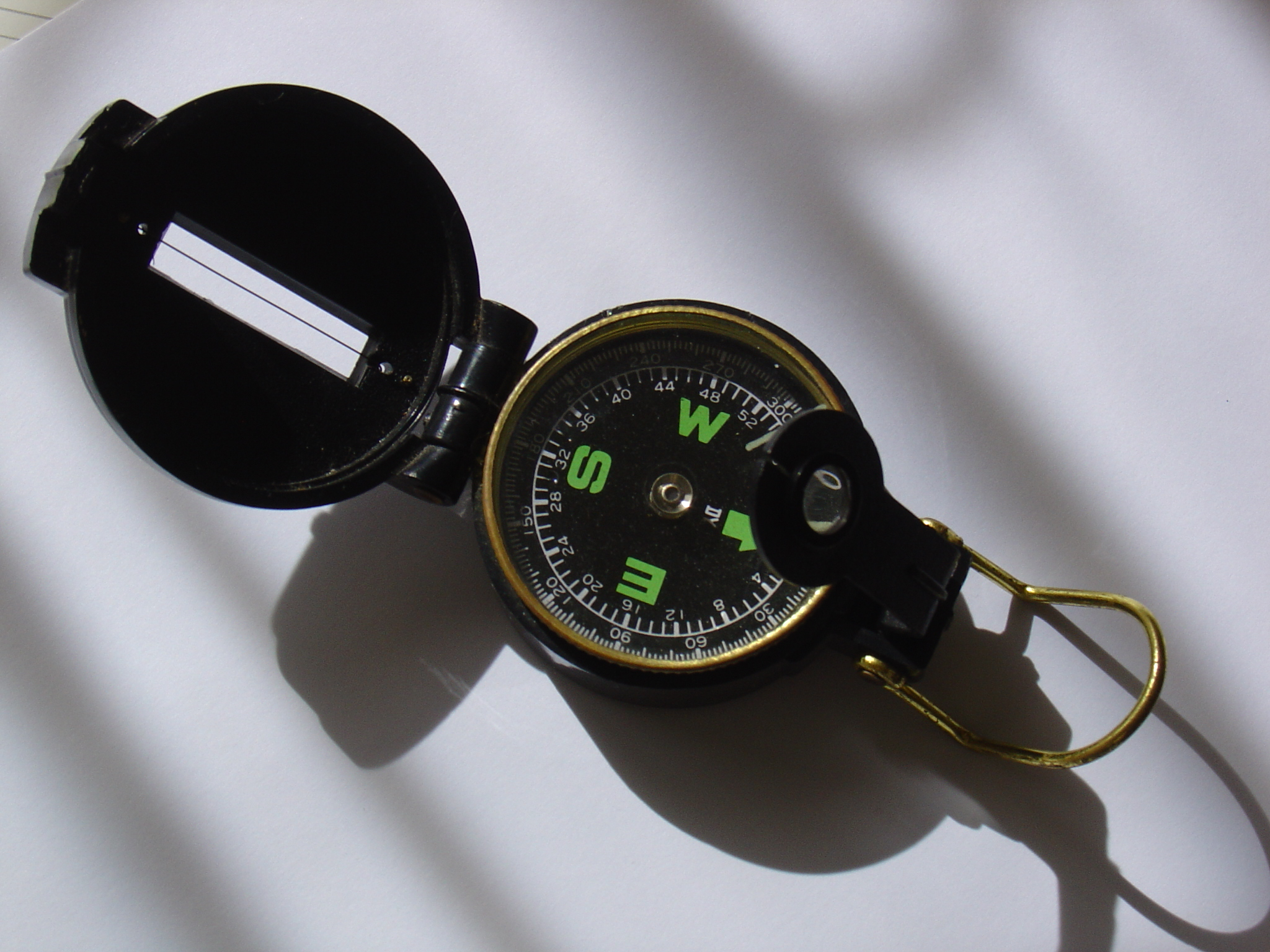
Kompas

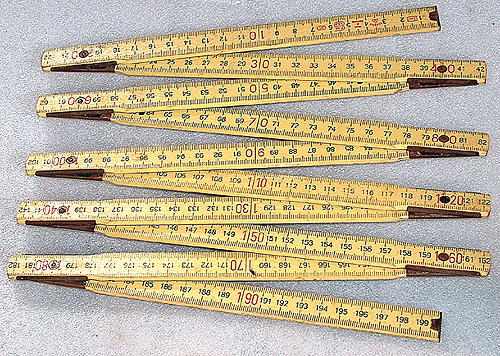
Skládací metr

- lodní (např. hloubkoměr)
- vojenské (např. radar)